# Johannes Sinning
Johannes Sinning (* 13. Dezember 1824 in Gudensberg im Schwalm-Eder-Kreis; † 4. Mai 1891 in Ochshausen im Landkreis Kassel) war ein deutscher Gutsbesitzer und Mitglied der kurhessischen Ständeversammlung. 

## Leben
Johannes Sinning war Gutsbesitzer in Ochshausen und erhielt 1861 ein Mandat für die kurhessische Ständeversammlung. Diese war nach den Unruhen im Jahre 1830 zum Zweck der Beratung und Verabschiedung einer Verfassung gebildet worden und hatte bis 1866 Bestand, als das Land Hessen durch Preußen annektiert wurde.
Sinning war bis 1862 Abgeordneter. 